# Andrzej Bonusiak
Andrzej Leszek Bonusiak (ur. 2 lipca 1968 w Kaliszu) – polski historyk, specjalizujący się w dziejach diaspory polskiej i historii najnowszej Polski; nauczyciel akademicki związany z Uniwersytetem Rzeszowskim.

## Życiorys
Urodził się jako najstarszy syn Włodzimierza Bonusiaka w Kaliszu w 1968 roku, gdzie spędził wczesne lata swojego życia i ukończył szkołę podstawową. W 1982 roku przeprowadził się wraz z rodziną do Rzeszowa. Tam też ukończył szkołę średnią i zdał egzamin dojrzałości w 1986 roku. Następnie podjął studia historyczne w Wyższej Szkole Pedagogicznej w Rzeszowie, które ukończył w 1992 roku magisterium. Bezpośrednio potem został zatrudniony na swojej macierzystej uczelni w Instytucie Historii na stanowisku asystenta. W 1996 roku uzyskał tam stopień naukowy doktora nauk humanistycznych w zakresie historii na podstawie pracy pt. Lwów 1918–1939. Ludność, przestrzeń, samorząd, której promotorem był prof. Stanisław Gajewski. Wraz z nowym stopniem naukowym awansował na stanowisko adiunkta, które zajmował także po przekształceniu w 2001 roku Wyższej Szkoły Pedagogicznej w Uniwersytet Rzeszowski. W 2005 roku Rada Wydziału Historycznego Uniwersytetu Adama Mickiewicza w Poznaniu nadała mu stopień naukowy doktora habilitowanego nauk humanistycznych w zakresie historii o specjalności historia najnowsza na podstawie rozprawy nt. Szkolnictwo polskie w Stanach Zjednoczonych Ameryki w latach 1984–2003. Analiza funkcjonalno-instytucjonalna. W 2006 roku został profesorem nadzwyczajnym, jest kierownikiem Zakładu Historii XIX wieku, dziejów Polonii i Emigracji. W latach 2008–2012 pełnił funkcję prodziekana ds. studenckich Wydziału Socjologiczno-Historycznego Uniwersytetu Rzeszowskiego.

## Dorobek naukowy i odznaczenia
Zainteresowania naukowe Andrzeja Bonusiaka koncentrują się wokół zagadnień związanych z diasporą polską (szkolnictwem i organizacjami oświatowymi), dziejami regionalnymi (historia najnowsza) oraz Polonią w krajach byłego Związku Socjalistycznych Republik Radzieckich. Do najważniejszych jego publikacji należą:
- Galicja w 1848 roku. Demografia, działalność polityczna i społeczna, gospodarka i kultura (red., z Marianem Stolarczykiem), Rzeszów 1999.
- Lwów w latach 1918–1939. Ludność, przestrzeń, samorząd, Rzeszów 2000.
- Rzeszów na przestrzeni wieków (od czasów przedlokacyjnych do 1918 r.) (z Edytą Czop), Rzeszów 2001.
- Towarzystwo Przyjaciół Rzeszowa 1979–1999 (z Edytą Czop), Rzeszów 2001.
- Dzieje polskiego szkolnictwa sobotniego w metropolii chicagowskiej 1951–1997, Przemyśl 2001.
- Małe regiony w wielkiej polityce Polski, Słowacji i Ukrainy (red., z Marianem Stolarczykiem i Jerzym Kuzickim), Rzeszów 2003.
- Szkolnictwo polskie w Stanach Zjednoczonych Ameryki w latach 1984–2003. Analiza funkcjonalno-instytucjonalna, Rzeszów 2004.
- Wspólnota polska w Berdiańsku. Wyzwania współczesności. Monografia, Donieck 2008.
- Migracje polskie – historia i współczesność (z Edytą Czop i Katarzyną Stukus), Rzeszów 2010.
- Polacy Berdiańska. Dokumenty, fakty, komentarze (z Edytą Czop, Heleną Krasowską i Lechem Aleksym Suchomłynowem(inne języki)), Piła 2011.
- Polacy w niepodległej Ukrainie. Analiza strukturalno-funkcjonalna, Rzeszów 2013.
- Tropem rzeszowskich miejsc pamięci (z Edytą Czop i Pawłem Gratą), Rzeszów 2017.
- Głos Nauczyciela 1986–2015, Rzeszów 2019.
- Prvá svetová vojna v Karpatoch = Pierwsza wojna światowa w Karpatach (z Péterem Kónyą(inne języki)), Prešov 2020.
- Mniejszość polska na Ukrainie w walce o demokratyczną, wolną i jednolitą ojczyznę = Польська меншина в Україні у боротьбі за демократичну, вільну та цілісну батьківщину, Rzeszów 2022.

Poza tym interesuje się dziejami techniki wojskowej, a także turystyką. W 2001 został odznaczony Srebrnym Krzyżem Zasługi  za wzorowe, wyjątkowo sumienne wykonywanie obowiązków wynikających z pracy zawodowej.